# Восстание в Чечне (1821—1822)
Восстание в Чечне 1821—1822 годов было вызвано продолжающейся экспансионистской политикой Российской империи, которую царские наместники на Кавказе (каковым в этот период был генерал Ермолов) предпочитали проводить исключительно военными методами.

## Предыстория
В 1817—1818 годах Ермоловым были представлены планы освоения Кавказа, включавшие создание Сунженской линии, выселение чеченцев из бассейна Сунжи, заселение равнинной части Чечни казаками и установление блокады горной Чечни с целью подчинения горцев царской власти. Для общения с чеченцами Ермолов предпочитал язык ультиматумов. С XVIII века царские наместники приложили немало усилий для переселения части чеченцев на равнину и сближения их с русскими. Политика Ермолова была прямо противоположной — он стал изгонять чеченцев в горы, в том числе и тех, которые жили за пределами Чечни в Кумыкии, позволяя остаться лишь тем, за кого поручились кумыкские владельцы. Целые чеченские селения (Кара-агач, Байрам-аул, Осман-юрт, Генже-аул, Баматбек-юрт, Хасав-аул, Казах-мурза-юрт) были под конвоем выселены в горную Чечню. Политика Ермолова ставила чеченцев перед выбором: смерть от голода в горах или вооружённое сопротивление. Попытки чеченцев договориться о принципах мирного сосуществования оказались безрезультатными: Ермолов требовал от них безусловной покорности, но не давал никаких гарантий прекращения карательных экспедиций.
Желая очистить притеречную часть Чечни от чеченцев, Ермолов решил преподать им, как он сам писал, «пример ужаса». Объектом этой акции устрашения стало село Дади-юрт. 15 сентября 1819 года войска в составе 6 рот пехоты, 700 казаков и 4 орудий напали на село. В бою было убито более 500 чеченцев, русские потери составили 61 убитый и 200 раненных. Ермолов писал в одном из своих писем:
Подобного примера ещё не видывали в сием краю и я единственно для того его подал, дабы распространить ужас.
Для ускорения покорения Чечни командованию Кавказской линии было приказано с весны 1820 года начать прокладку дорог и строительство укреплений. Поскольку для выполнения этого распоряжения у командования не было ресурсов, оно решило использовать самих чеченцев. Чеченцы, проживавшим между Тереком и Сунжей, «под страхом истребления» должны были предоставлять для работ вооружённых лесорубов. Так, 6 марта 1820 года лесорубы в сопровождении 2,5 батальонов пехоты и 500 казаков под командованием Грекова двинулись в направлении села Герменчук. На этом пути располагалось село Топли, которое считалось покорным и ни в каких антироссийских акциях не участвовало. Тем не менее, село было «разорено до основания». Затем были собраны старейшины соседних сёл, которым было приказано предоставить лесорубов. За три дня была проложена просека к Герменчуку, и, хотя его жители не оказали сопротивления, село было сожжено.
В 1819 году Ермолов запретил чеченцам все торговые операции за пределами Чечни. Дагестанцам был закрыт проезд в Азербайджан, Грузию и Чечню. Было запрещено ввозить продовольствие в Чечню и Дагестан. Ермоловым была запрещена торговля даже между соседними районами Чечни и Дагестана.

## Восстание

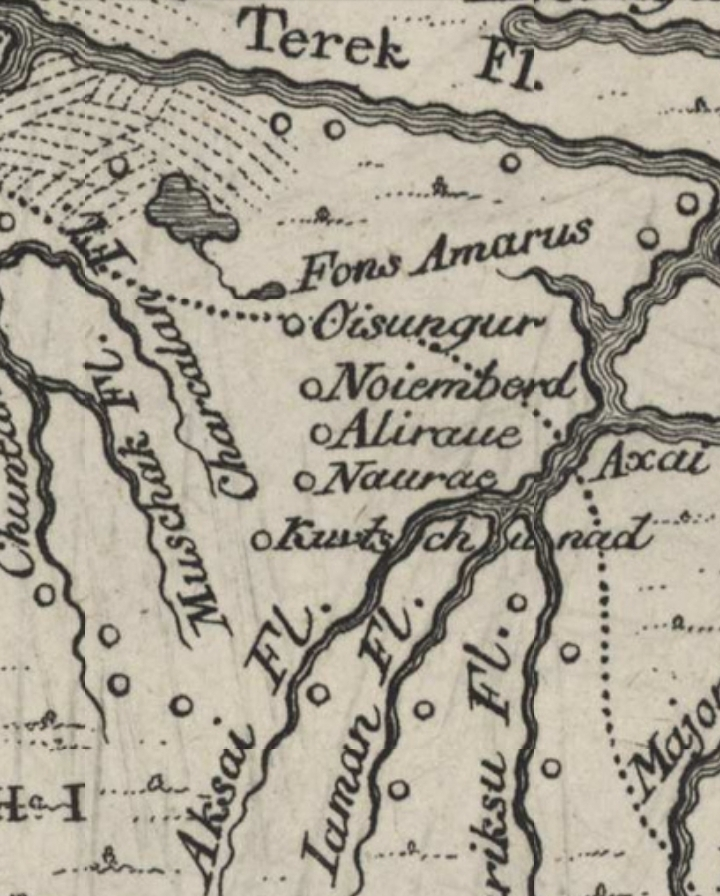
Качкалыковские аулы Ойсхар, Нойбер, Аллерой, Нойруз, Курчалой. Фрагмент карты Якова Штелина 1771 года.

Для очистки равнин вдоль Сунжи от качкалыковцев Еромоловым были уничтожены несколько их сёл, самым известным из которых стал Дади-юрт. После этого чеченцы стали оставлять долину Сунжи. Они переселились на реку Мичик, где «построили себе землянки, в которых и жили как звери, пребывая в нищете и умирая от голода». Ермолов принял решение изгнать их и отсюда, так как опасался их союза с кумыками. В декабре 1820 — октябре 1821 года Ермолов отсутствовал на Кавказе, но при отъезде оставил распоряжение изгнать качкалыковцев с мест их нового обитания, которое его генералы принялись исполнять.
В начале марта 1821 года под руководством полковника Грекова началась рубка просеки к реке Мичик. Для этого были мобилизованы 11 тысяч лесорубов из числа чеченцев и кумыков. Российский отряд состоял из 3 тысяч солдат и 9 орудий. В состав отряда входила кумыкская конница. По пути следования отряд прибыл в оставленное жителями село Ойсунгур, которое было уничтожено «в наказание жителей, бежавших перед их уходом». 3 марта чеченский отряд попытался помешать продвижение войск, но не смог этого сделать. Греков истребил остававшиеся в этом районе качкалыковские селения. Выжившие были вынуждены бежать дальше в горы или продемонстрировать полную покорность.
Повторное выселение качкалыковцев вызвало недовольство юго-восточной части Чечни и стало поводом для восстания. Советский учёный М. Н. Покровский писал:
… даже желанием «полного подчинения» трудно объяснить такие меры, как … сознательное отнятие у чеченцев тех земель, которые были им совершенно необходимы для хозяйства: если и допустить, что горцы могли отказаться от своей свободы и своего права, то привычка есть слишком неистребима в человеке.
К восставшим примкнул известный чеченский военный и политический деятель Бейбулат Таймиев, который вскоре возглавил восстание. В апреле 1821 года чеченцы напали на укрепление Амир-Аджи-Юрт. Гарнизон, несмотря на свою малочисленность (всего 25 человек) смог продержаться до подхода подкрепления. Поскольку это выступление было стихийным и неподготовленным, оно потерпело провал и Таймиев распустил повстанцев.
Для придания восстанию религиозно-идеологической основы Таймиев заключил союз с авторитетными богословами Магомедом Майртупским и Абдул-Кадыром Герменчукским. Ими было принято решение поднять восстание по всей территории Чечни. Таймиев осуществлял военное руководство восставшими, а Магомед Майртупский — идеологическое. Часть чеченских старшин во главе Абдул-Кадыром Герменчукским отказалась подчиниться решениям всечеченского собрания и решила приступить к военным действиям немедленно.
Видимо, получив известие о готовящемся восстании, Греков организовал карательный рейд в район Майртупа, в результате которого весь лес в этом районе был вырублен, а расположенные там аулы и хутора — уничтожены. За свои действия против чеченцев в 1821 году Греков был произведён в генерал-майоры. Мелкие отряды Абдул-Кадыра Герменчукского, базировавшиеся в этом районе, не смогли оказать заметного сопротивления. Разгром сторонников Герменчукского привёл к усилению позиций Таймиева и Майртупского. В начале 1822 года Герменчукский убедился, что действия мелких партизанских отрядов не способны изменить ситуацию и он вступил в союз с Майртупским и Таймиевым. Грекову доносили, что «в Герменчуке появился новый проповедник… Абдул-Кадыр — тамошний кадий», а «за его спиной стоит всё тот же Бей-Булат с его громадным влиянием на население».
Часть русских войск, дислоцированных на Кавказской линии, в начале 1822 года ушла в Кабарду. Восставшие, к числу которых присоединились также карабулаки и ингуши, воспользовались этим для начала наступления. Ими были заблокированы русские укрепления Герзель-Аул, Неотступный Стан, Злобный Окоп, Преградный Стан и Назрань, которые, однако, им не удалось захватить ввиду отсутствия артиллерии.
В январе 1822 года Греков собрал в Грозной карательный отряд из 4 рот и 3 батальонов пехоты, три казачьих полка и 13 орудий. По его требованию были мобилизованы вооружённые всадники и несколько тысяч лесорубов из числа равнинных чеченцев и кумыков. Из Владикавказа на соединение с Грековым выдвинулся другой русский отряд в сопровождении ингушского ополчения. Объединённый отряд был разделён надвое. Один из них двинулся к Неотступному Стану, чтобы угрожать качкалыковцам. Второй под командованием Грекова выступил из Грозной. Грековым был пущен слух, что отряд двигается на Шали, и у села Большой Чечен он стал строить мост через Аргун.
Таймиев собрал силы у Шалинской просеки и перегородил её окопами и завалами. Однако Греков двинулся в Малую Чечню, где сёла были беззащитны. Он прошёл несколько сёл и расчистил сделанные чеченцами завалы. Под угрозой уничтожения сёл чеченцы выдали аманатов и обеспечили войска продовольствием и фуражом. 8 февраля войска перешли Аргун по ранее построенному мосту и напали на повстанцев. 9 февраля состоялось сражение, исход которого решила русская артиллерия. Чеченцы понесли большие потери убитыми, среди которых оказался и Абдул-Кадыр Герменчукский. 11 и 12 февраля в результате ожесточённого штурма были заняты и полностью уничтожены сёла Шали и Новые Атаги.
Уничтожение двух последних сёл было запланировано Грековым ещё осенью 1821 года. Он писал:
… Сие только в состоянии истолковать им все выгоды покорности и неминуемость наказания за малейшее сопротивление, а именно: Новые Атаги, Шали истребить до основания, оружием их потом переселить на левый берег Сунжи…
Уничтожение этих сёл не только не привело к «успокоению» чеченцев, но вызвало новый взрыв недовольства. Эта карательная акция показала, что ни одно село не может себя защитить самостоятельно. Операция привела чеченцев к пониманию необходимости консолидации усилий для своей защиты.
После поражения в Шалинском лесу Таймиев разбил подконтрольные ему силы на отдельные отряды, которые совершали нападения на русские укреплённые пункты, казачьи станицы и посты.